# Konstföreningen Aura

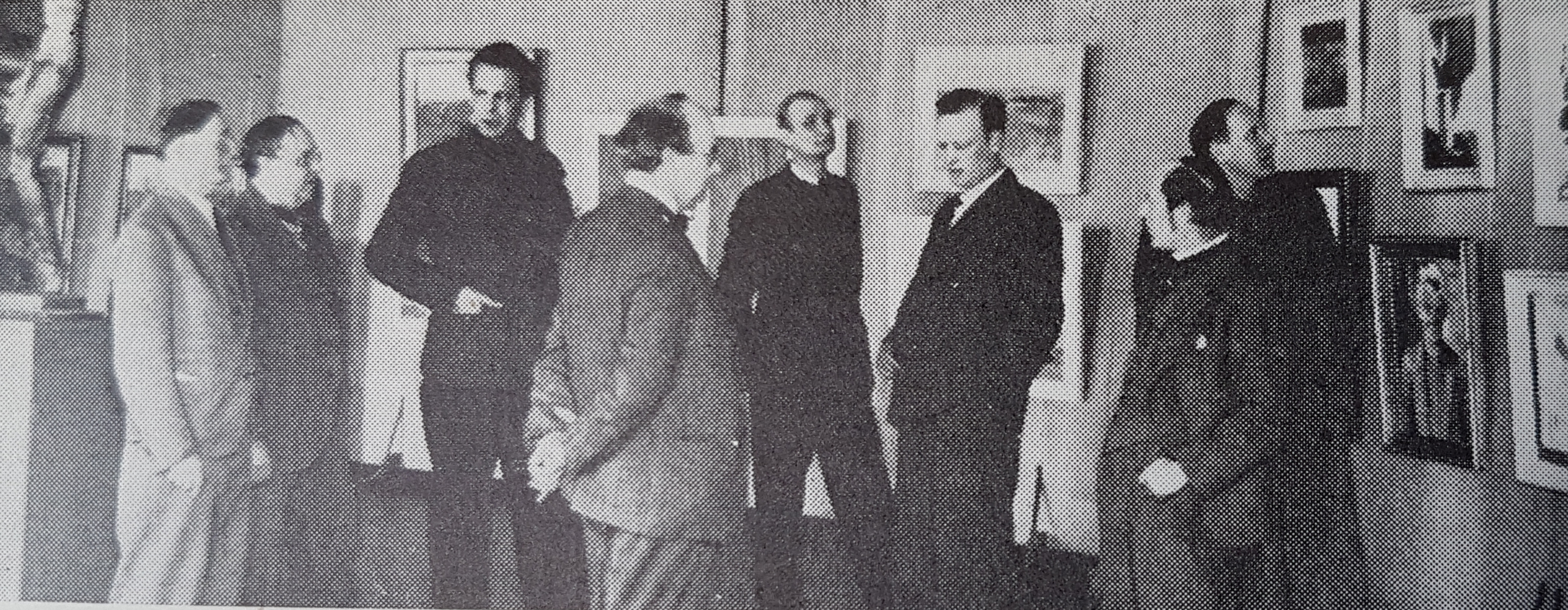
Aura-konstnärer, från vänster: Figge Holmgren, Anders Olson, Gunnar Jonn, Albert Krüger, Gerhard Wihlborg, Gunnar Nordborg, Jules Schyl och Nils Wedel. Odaterad bild från Svenskt konstnärslexikon.

Konstföreningen Aura grundades 1928 i Lund av en grupp konstnärer och konstvänner med syftet att väcka intresse för god konst. Året efter blev Krognoshuset, Lunds äldsta bevarade profana byggnad, föreningens utställningslokal. 
Föreningen består av två delar: dels en konstnärsgrupp och dels en allmän konstförening. För närvarande[när?] ingår 51 konstnärer i konstnärsgruppen, alla verksamma i Skåne. Några kända medlemmar ur konstnärsgruppen: Gert Aspelin, Carlos Capelán, Bruno Knutman, Bo Ljungberg, Staffan Nihlén, Sune Nordgren, Annika Svenbro, Ulf Trotzig. Föreningen har för närvarande[när?] cirka 400 medlemmar.